# Ти можеш све, ал’ једно не
Ти можеш све, ал’ једно не је песма коју пева Здравко Чолић, српски певач. Песма је објављена 1984. године на албуму Ти си ми у крви и трећа је песма са овог албума.

## Текст и мелодија
Песма Ти можеш све, ал’ једно не је ауторско дело, чији је текст написао Момчило Бајагић Бајага.
Музику за песму радио је Корнелије Ковач, а аранжман Корнелије Ковач, Јосип Бочек и Зоран Радетић.

## Спот
Музички видео Ти можеш све је на Чолићев званични Јутјуб канал отпремљен 15. априла 2013. године.